# Cynthia Lander
Cynthia Cristina Lander Zamora (Caracas, 10 gennaio 1982) è una modella venezuelana, eletta Miss Venezuela 2001 e rappresentante del Venezuela a Miss Universo 2002.
Si è trasferita negli Stati Uniti all'età di undici anni ma è ritornata in Venezuela quando ne aveva sedici.
Oltre a Miss Venezuela e Miss Universo, la Lander ha partecipato anche ai concorsi El Reinado del Café, Miss Mesoamérica e Miss International.
Cynthia Lander è parente dell'ex Miss Venezuela ed ex Miss Universo Irene Sáez.